# North Melbourne Football Club
O North Melbourne Football Club, conhecido como "The Kangaroos", é um clube profissional de futebol australiano que compete na Australian Football League (AFL). O clube é sediado no Arden Street Oval, Melbourne, Austrália, e joga suas partidas no Docklands Stadium ou Blundstone Arena. O clube é um dos mais velhos do futebol australiano. 